# Cuneo Volley Ball Club 1991-1992
Questa voce raccoglie le informazioni riguardanti il Cuneo Volley Ball Club nelle competizioni ufficiali della stagione 1991-1992.

## Stagione
La stagione 1991-1992 è per la società piemontese, sponsorizzata dalla Alpitour, la terza consecutiva nel massimo campionato italiano. Dimiter Zlatanov viene sostituito in panchina dall'ex giocatore Philippe Blain, mentre al palleggio arriva Davide Bellini al posto dello svedese Jan Hedengaard.
I biancoblù concludono la stagione regolare all'undicesimo posto, senza raggiungere la qualificazione per i play-off scudetto. Partecipano alla Coppa Italia, dove vengono eliminati al primo turno dall'Olimpia Sant'Antioco.

## Organigramma societario
Area direttiva
- Presidente: Bruno Fontana
- Vicepresidenti: Ezio Barroero, Bruno Lubatti
- Dirigenti: Gianpiero Garelli, Gino Primasso, Cesare Vigo, Giorgio Toselli, Alberto Castoldi
- Segreteria: Fulvia Cacciò

Area sportiva
- General Manager: Enzo Prandi, Alberto Castoldi
- Dirigente accompagnatore: Gino Primasso

Area comunicazione
- Addetto stampa: Massimo Silumbra
- Responsabile relazioni esterne: Gianpiero Garelli

Area tecnica
- Allenatore: Philippe Blain
- Allenatori in seconda: Marco Botto, Giorgio Cagliero
- Preparatore atletico: Jean Tarbouriech

Area sanitaria
- Medico sociale: Stefano Carando
- Massaggiatore: Umberto Cominotto

## Rosa
| N. | Giocatore          | Ruolo | Data di nascita  | Nazionalità sportiva |
| -- | ------------------ | ----- | ---------------- | -------------------- |
| 1  | Davide Bellini     | P     | 20 maggio 1969   | Italia               |
| 2  | Paolo Bartek       | S     | 5 luglio 1974    | Italia               |
| 3  | Krzysztof Stelmach | S     | 11 novembre 1967 | Polonia              |
| 4  | Giampiero Valsania | C     | 8 febbraio 1966  | Italia               |
| 5  | Francesco Angesia  | P     | 10 novembre 1969 | Italia               |
| 6  | Riccardo Gallia    | S     | 29 aprile 1969   | Italia               |
| 8  | Guido De Luigi     | C     | 17 marzo 1963    | Italia               |
| 11 | Andrej Urnaut      | S     | 13 ottobre 1965  | Slovenia             |
| 12 | Luca Mantoan       | S     | 3 febbraio 1966  | Italia               |
| 13 | Maurizio Mantovani | S     | 2 febbraio 1964  | Italia               |

## Mercato
| Acquisti | Acquisti           | Acquisti        | Acquisti |
| R.       | Nome               | da              | Modalità |
| -------- | ------------------ | --------------- | -------- |
| P        | Francesco Angesia  | Torino          | ?        |
| P        | Davide Bellini     | Mantova         | ?        |
| S        | Maurizio Mantovani | Catania         | ?        |
| S        | Andrej Urnaut      | Brugherio       | ?        |
| S        | Krzysztof Stelmach | AZS Częstochowa | ?        |

| Cessioni | Cessioni             | Cessioni          | Cessioni |
| R.       | Nome                 | a                 | Modalità |
| -------- | -------------------- | ----------------- | -------- |
| C        | Giancarlo Dametto    | Prato             | ?        |
| S        | Dario Da Roit        | Città di Castello | ?        |
| P        | Alexandre Della Nina | Mantova           | ?        |
| S        | Bruno Dini           | ?                 | ?        |
| P        | Jan Hedengaard       | ?                 | ?        |
| S        | Giorgio Oria         | Voluntas Asti     | ?        |
| S        | Giorgio Salomone     | ?                 | ?        |
| S        | Alessandro Torrielli | ?                 | ?        |

## Risultati

### Serie A1

#### Girone d'andata
| 1ª giornata - 22 settembre 1991 Palatenda, Cuneo                 | Cuneo         | 2 - 3 | Falconara         | 12-15, 15-11, 13 - 14, 16-14, 9-15 |
| 2ª giornata - 29 settembre 1991 PalaDeAndrè, Ravenna             | Porto Ravenna | 3 - 2 | Cuneo             | 6-15, 14-16, 17-15, 15-0, 15-8     |
| 3ª giornata - 6 ottobre 1991 Palatenda, Cuneo                    | Cuneo         | 2 - 3 | Gonzaga Milano    | 11-15, 15-6, 6-15, 15-10, 16-17    |
| 4ª giornata - 17 ottobre 1991 PalaGeorge, Montichiari            | Gabeca        | 3 - 0 | Cuneo             | 15-7, 15-12, 15-9                  |
| 5ª giornata - 2 novembre 1991 PalaVerde, Villorba                | Treviso       | 3 - 0 | Piemonte          | 15-12, 17-15, 15-8                 |
| 6ª giornata - 10 novembre 1991 PalaRaschi, Parma                 | Parma         | 3 - 0 | Cuneo             | 15-8, 15-8, 15-7                   |
| 7ª giornata - 14 novembre 1991 Palatenda, Cuneo                  | Cuneo         | 3 - 1 | Città di Castello | 9-15, 15-2, 15-7, 15-2             |
| 8ª giornata - 17 novembre 1991 Palatenda, Cuneo                  | Cuneo         | 3 - 0 | Brescia           | 15-12, 15-6, 15-12                 |
| 9ª giornata - 20 novembre 1991 Palatenda, Cuneo                  | Cuneo         | 2 - 3 | Petrarca          | 15-5, 14-16, 2-15, 15-9, 12-15     |
| 10ª giornata - 24 novembre 1991 PalaSpedini, Catania             | Catania       | 1 - 3 | Cuneo             | 13 - 15, 16-14, 14-16, 11-15       |
| 11ª giornata - 1º dicembre 1991 Palazzetto dello Sport, Virgilio | Mantova       | 1 - 3 | Cuneo             | 13 - 15, 8-15, 15-8, 9-15          |
| 12ª giornata - 8 dicembre 1991 Palatenda, Cuneo                  | Cuneo         | 0 - 3 | Panini            | 13 - 15, 12-15, 12-15              |
| 13ª giornata - 15 dicembre 1991 PalaRota, Spoleto                | Marconi       | 3 - 1 | Cuneo             | 15-12, 15-9, 9-15, 15-11           |

#### Girone di ritorno
| 1ª giornata - 19 dicembre 1991 PalaBadiali, Falconara Marittima | Falconara         | 3 - 1 | Cuneo         | 15-8, 15-17, 15-11, 15-12       |
| 2ª giornata - 21 dicembre 1991 Palatenda, Cuneo                 | Cuneo             | 0 - 3 | Porto Ravenna | 13 - 15, 4-15, 12-15            |
| 3ª giornata - 29 dicembre 1991 Palalido, Milano                 | Gonzaga Milano    | 2 - 3 | Cuneo         | 10-15, 15-7, 11-15, 15-7, 12-15 |
| 4ª giornata - 5 gennaio 1992 Palatenda, Cuneo                   | Cuneo             | 3 - 2 | Gabeca        | 15-8, 11-15, 15-5, 14-16, 15-10 |
| 5ª giornata - 12 gennaio 1992 PalaBernardhsson, Padova          | Petrarca          | 3 - 1 | Cuneo         | 15-13, 13 - 15, 15-8, 15-9      |
| 6ª giornata - 19 gennaio 1992 Palasport, San Giustino           | Città di Castello | 0 - 3 | Cuneo         | 12-15, 7-15, 8-15               |
| 7ª giornata - 26 gennaio 1992 Palatenda, Cuneo                  | Cuneo             | 0 - 3 | Treviso       | 3 - 15, 10-15, 12-15            |
| 8ª giornata - 2 febbraio 1992 Palatenda, Cuneo                  | Cuneo             | 0 - 3 | Parma         | 12-15, 12-15, 5-15              |
| 9ª giornata - 9 febbraio 1992 Palasport San Filippo, Brescia    | Brescia           | 3 - 1 | Cuneo         | 11-15, 15-7, 15-7, 15-6         |
| 10ª giornata - 16 febbraio 1992 Palatenda, Cuneo                | Cuneo             | 3 - 0 | Catania       | 15-3, 15-6, 15-2                |
| 11ª giornata - 23 febbraio 1992 Palatenda, Cuneo                | Cuneo             | 3 - 1 | Mantova       | 8-15, 15-11, 15-11, 15-7        |
| 12ª giornata - 1º marzo 1992 PalaPanini, Modena                 | Panini            | 3 - 2 | Cuneo         | 16-17, 8-15, 15-11, 15-5, 15-9  |
| 13ª giornata - 4 marzo 1992 Palatenda, Cuneo                    | Cuneo             | 0 - 3 | Marconi       | 12-15, 7-15, 6-15               |

#### Play-off scudetto
| Ottavi di finale (gara 1) - 17 aprile 1992 Palatenda, Cuneo     | Cuneo          | 3 - 0 | Catania        | 15-5, 15-5, 15-10        |
| Ottavi di finale (gara 2) - 21 aprile 1992 PalaSpedini, Catania | Catania        | 0 - 3 | Cuneo          | 8-15, 9-15, 10-15        |
| Quarti di finale (gara 1) - 25 aprile 1992 Palalido, Milano     | Gonzaga Milano | 3 - 0 | Cuneo          | 15-5, 15-7, 15-11        |
| Quarti di finale (gara 2) - 28 aprile 1992 Palatenda, Cuneo     | Cuneo          | 1 - 3 | Gonzaga Milano | 17-16, 14-16, 2-15, 7-15 |

### Coppa Italia

#### Fase a eliminazione diretta
| Sedicesimi di finale - 19 settembre 1991 PalaRockefeller, Cagliari | Olimpia Sant'Antioco | 3 - 2 | Cuneo | 14-16, 15-13, 4-15, 15-11, 17-16 |

## Statistiche

### Statistiche di squadra
| Competizione | Punti | In casa | In casa | In casa | In trasferta | In trasferta | In trasferta | Totale | Totale | Totale |
| Competizione | Punti | G       | V       | P       | G            | V            | P            | G      | V      | P      |
| ------------ | ----- | ------- | ------- | ------- | ------------ | ------------ | ------------ | ------ | ------ | ------ |
| Serie A1     | 18    | 13      | 5       | 8       | 13           | 4            | 9            | 26     | 9      | 17     |
| Coppa Italia | -     | 0       | 0       | 0       | 1            | 0            | 1            | 1      | 0      | 1      |

G = partite giocate; V = partite vinte; P = partite perse

### Statistiche dei giocatori
| F. Angesia   | 9  | 7   | 6   | 1  | 0  | Statistiche assenti | 9  | 7   | 6   | 1  | 0  |
| P. Bartek    | 3  | 4   | 3   | 1  | 0  | Statistiche assenti | 3  | 4   | 3   | 1  | 0  |
| D. Bellini   | 25 | 156 | 56  | 83 | 17 | Statistiche assenti | 25 | 156 | 56  | 83 | 17 |
| G. De Luigi  | 26 | 394 | 308 | 77 | 12 | Statistiche assenti | 26 | 394 | 308 | 77 | 12 |
| R. Gallia    | 26 | 731 | 639 | 63 | 29 | Statistiche assenti | 26 | 731 | 639 | 63 | 29 |
| L. Mantoan   | 25 | 404 | 298 | 93 | 14 | Statistiche assenti | 25 | 404 | 298 | 93 | 14 |
| M. Mantovani | 23 | 273 | 236 | 28 | 10 | Statistiche assenti | 23 | 273 | 236 | 28 | 10 |
| K. Stelmach  | 26 | 501 | 413 | 71 | 21 | Statistiche assenti | 26 | 501 | 413 | 71 | 21 |
| A. Urnaut    | 22 | 270 | 231 | 19 | 21 | Statistiche assenti | 22 | 270 | 231 | 19 | 21 |
| G. Valsania  | 17 | 14  | 13  | 1  | 0  | Statistiche assenti | 17 | 14  | 13  | 1  | 0  |

P = presenze; PT = punti totali; AV = attacchi vincenti; MV = muri vincenti; BV = battute vincenti